# NGC 54

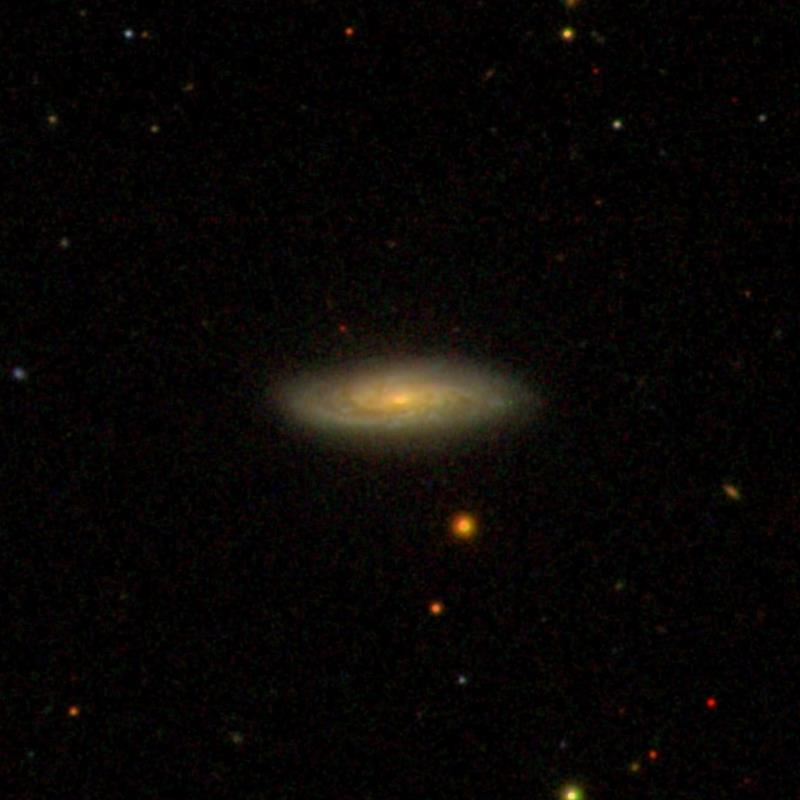
NGC 54

NGC 54是鲸鱼座的一個漩渦星系。星等為13.7，赤經為15分7.6秒，赤緯為-7°6'24"。在1886年首次被恩斯特·威廉·勒伯萊希特·坦普爾發現。